# Vlajka Chabarovského kraje

Vlajka Chabarovského kraje
Poměr stran: 2:3

Vlajka Chabarovského kraje, jednoho z krajů Ruské federace, je tvořená listem o poměru stran 2:3 se dvěma vodorovnými pruhy, bílým a světle modrým. U žerdi je tmavě zelený rovnoramenný trojúhelník s vrcholem pravého úhlu na vodorovné ose vlajky.
Bílá barva symbolizuje čistotu úmyslů obyvatel kraje, klidné nebe, čistotu a dobrotu. Modrá symbolizuje řeky, jezera, Ochotské moře, krásu a vznešenost. Zelená barva je symbolem jedinečné flóry a fauny kraje, tajgu, naději, radost a hojnost.

## Historie
Chabarovský kraj vznikl 20. října 1938. V sovětské éře kraj neužíval žádnou vlajku. 6. června 1994 byla vyhodnocena soutěž na symboly kraje. Autorem vlajky (i znaku) byl grafik a designér Sergej Nikolajevič Loginov, který předpokládal poměr stran vlajky 1:2. 14. července 1994 schválil představitel administrativy kraje usnesením č. 352 „Nařízení o vlajce Chabarovského kraje” a zaslal jej k projednání do krajské dumy. 28. července 1994 podepsal představitel administrativy rozhodnutí č. 66-A, kterým schválil usnesení č. 66 „O nařízeních o vlajce a znaku Chabarovského kraje“, které krajská duma téhož dne schválila. Vlajka byla schválena s poměrem stran 2:3.

## Vkajky okruhů a rajónů Chabarovského kraje

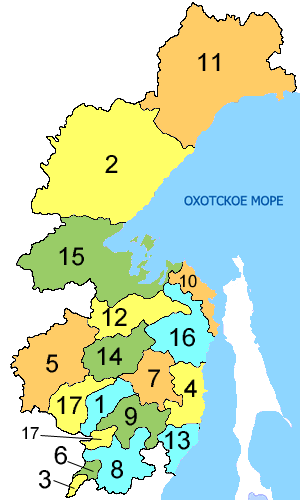
Členění Chabarovského kraje

Chabarovský kraj se od 1. ledna 2017 člení na 2 městské okruhy a 17 rajónů.
Městské okruhy

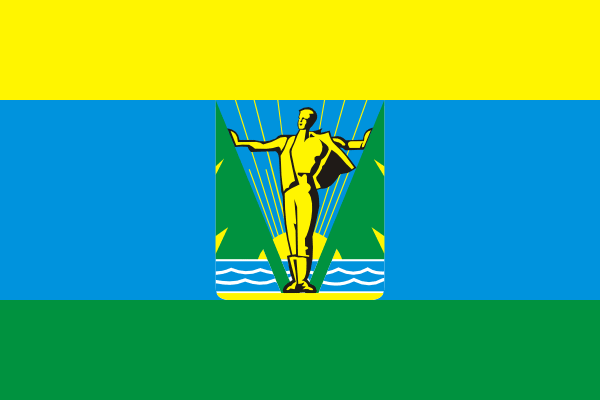
Komsomolsk na Amuru Poměr stran: 2:3
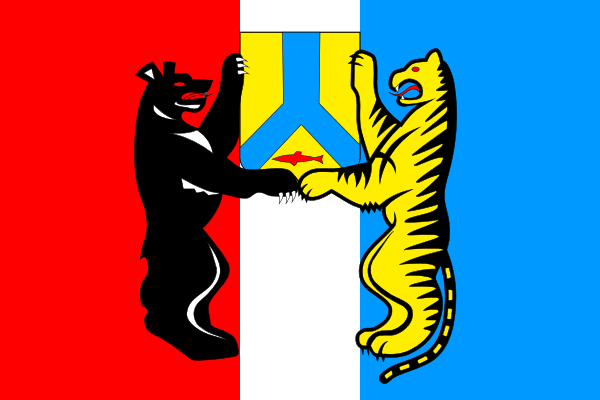
Chabarovsk Poměr stran: 2:3

Rajóny

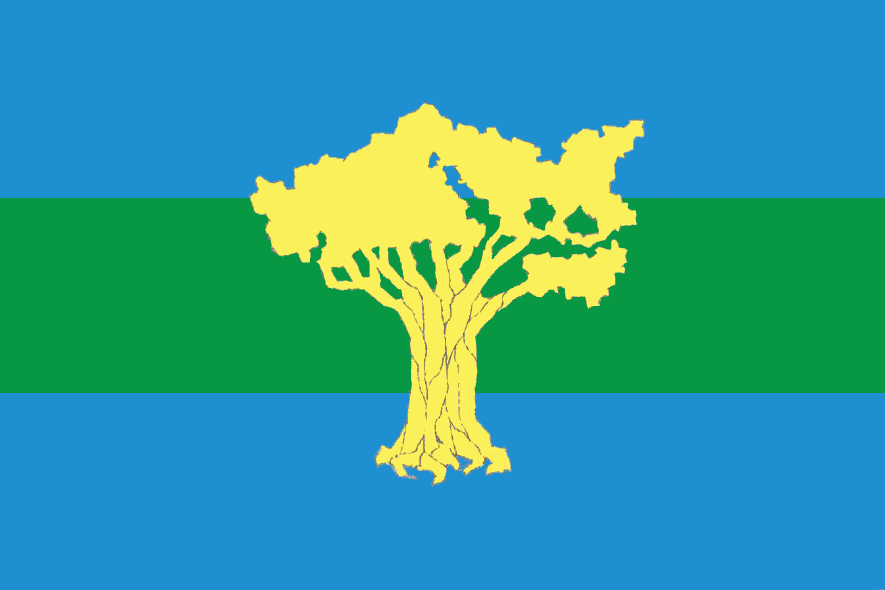
Amurský rajón (1) Poměr stran: 2:3
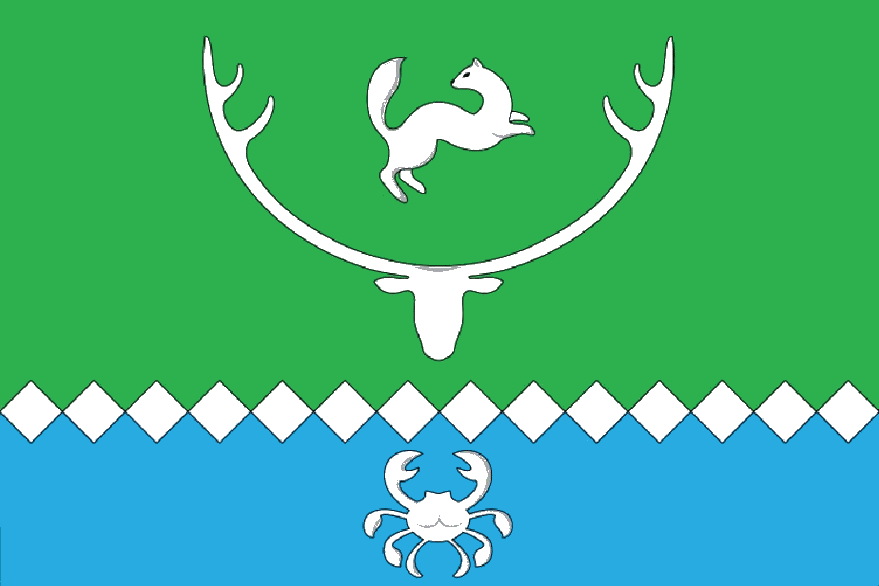
Ajano-Majský rajón (2) Poměr stran: 2:3
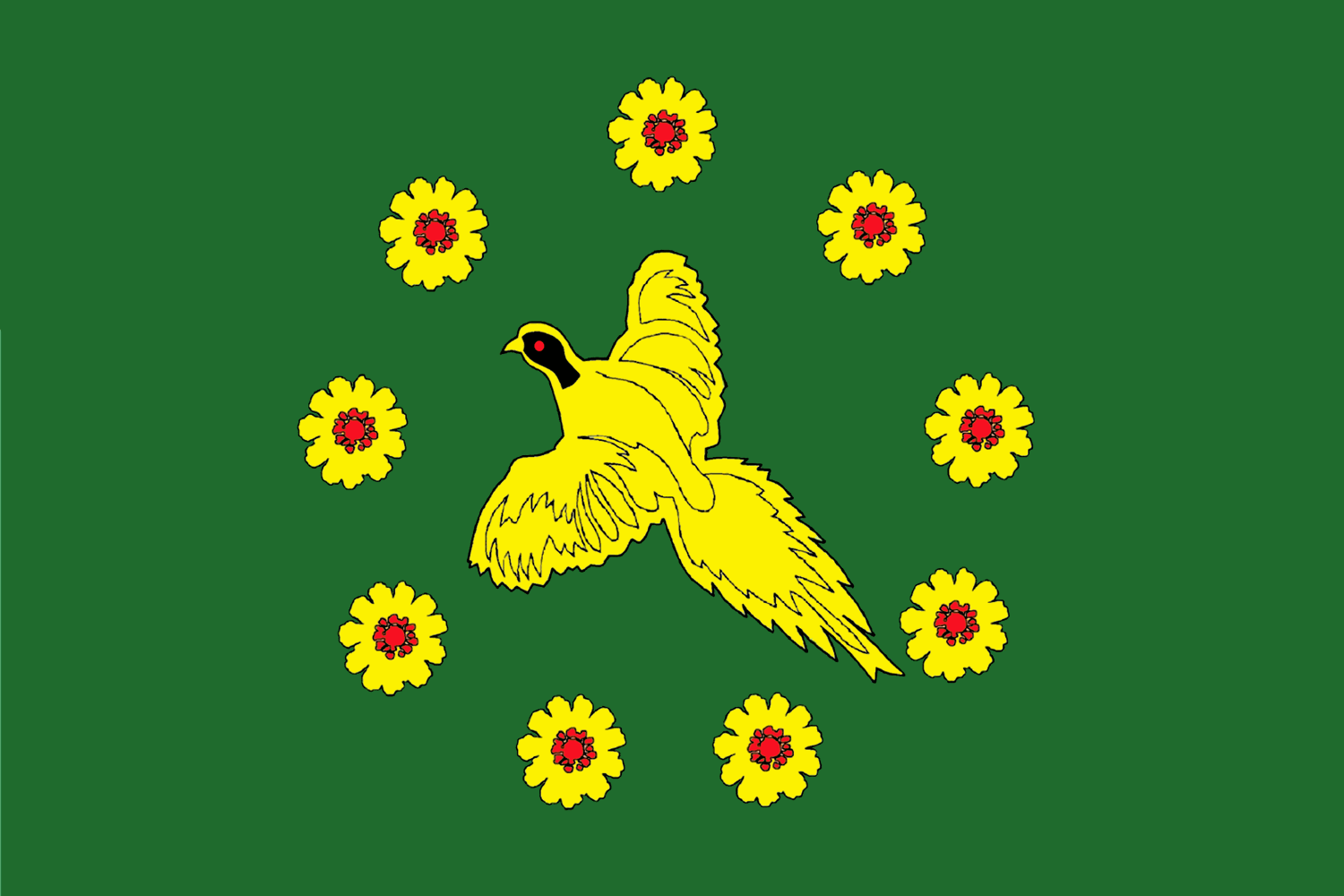
Bikinský rajón (3) Poměr stran: 2:3
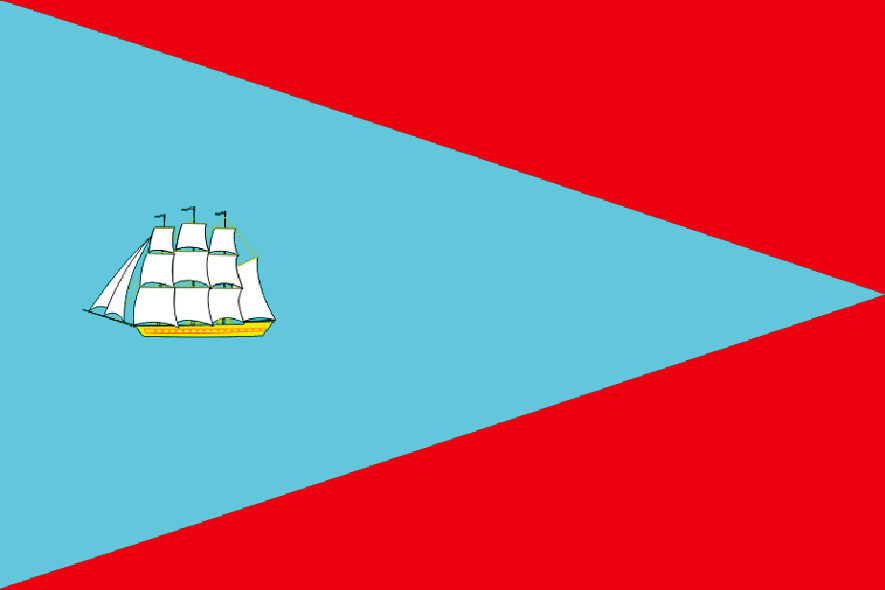
Vaninský rajón (4) Poměr stran: 2:3
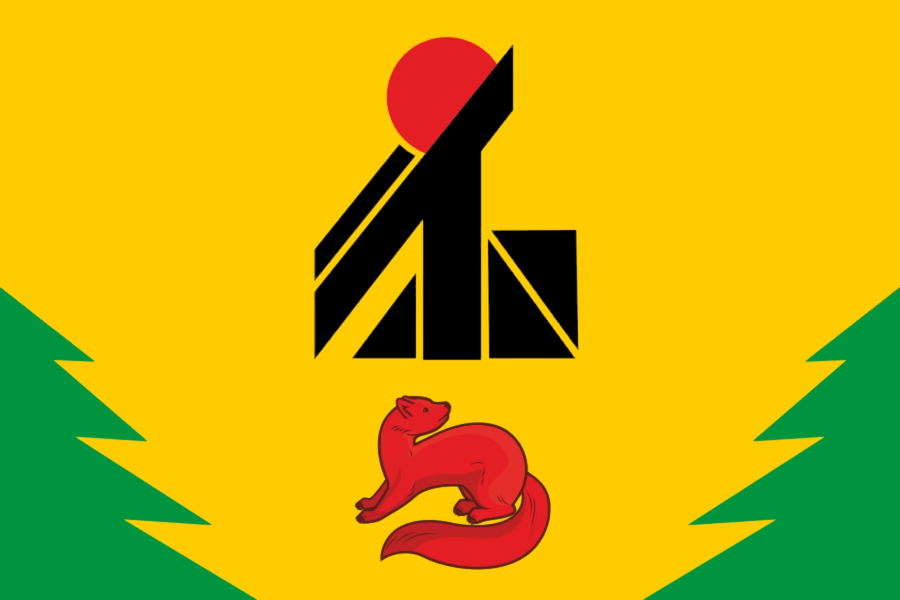
Verchněbureinský rajón (5) Poměr stran: 2:3
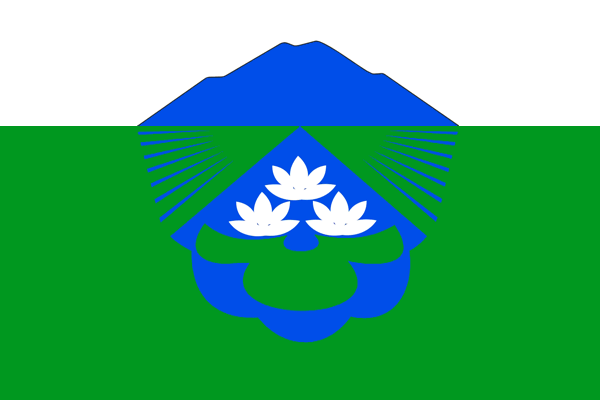
Vjazemský rajón (6) Poměr stran: 2:3
Komsomolský rajón (7) Poměr stran: 2:3
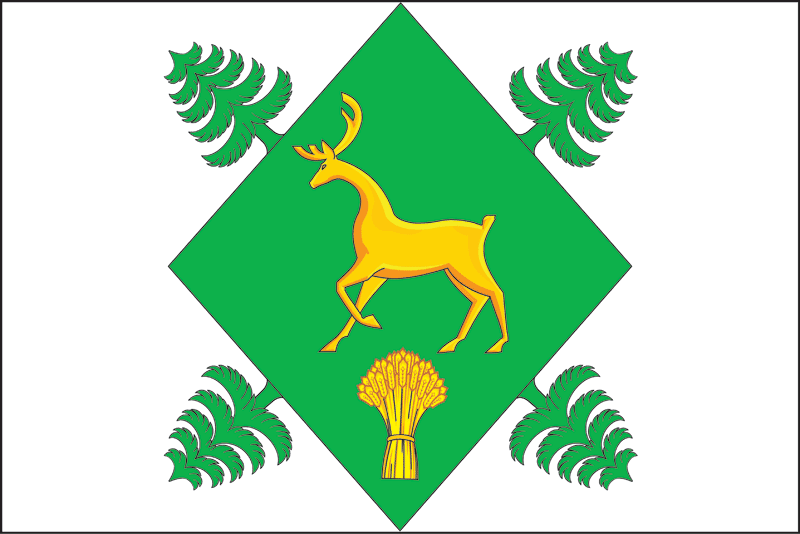
Lazský rajón (8) Poměr stran: 2:3
Nanajský rajón (9) Poměr stran: 2:3
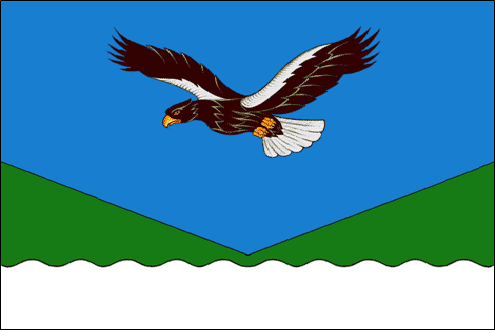
Nikolajevský rajón (10) Poměr stran: 2:3
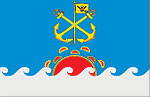
Ochotský rajón (11) Poměr stran: 2:3
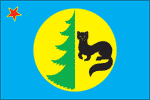
Polina Osipenkovský rajón (12) Poměr stran: 2:3
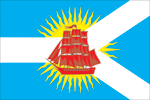
Sovětsko-Gavanský rajón (13) Poměr stran: 2:3
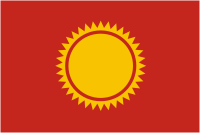
Solněčný rajón (14) Poměr stran: 2:3
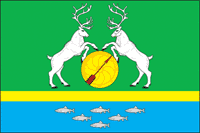
Tuguro-Čumikanský rajón (15) Poměr stran: 2:3
Ulčský rajón (16) Poměr stran: 2:3
Chabarovský rajón (17) Poměr stran: 2:3